# Tony Fortin
Pour les articles homonymes, voir Fortin.
Tony Fortin, né le 28 février 1983 à Cholet, est le rédacteur en chef du site web Planetjeux, qui regroupe différentes analyses, notamment critiques, à propos du jeu vidéo. 
Il est directeur de la série d'ouvrages Les Cahiers du Jeu Vidéo aux Éditions Pix'n Love.
Chargé d'études à l'observatoire des armements, il s'intéresse aux ventes d'armes de la France à l'Arabie Saoudite et à ses alliés engagés dans la guerre au Yémen depuis 2015. Il met en évidence la poursuite de ces ventes jusqu'en 2017,.

## Exposition
- "Menaces sur la ville", Visages du monde, Cergy, février 2013.